# زمین لرزه آگوست ۲۰۱۸ لومبوک
زمین‌لرزه آگوست ۲۰۱۸ لومبوک (انگلیسی: 2018 Lombok earthquake) در شب یک‌شنبه ۵ اوت به قدرت ۷ ریشتر در جزیره لومبوک و جزیره بالی به وقوع پیوست که باعث کشته شدن دست‌کم ۹۱ نفر و زخمی شدن تعدادی دیگر گردید. در این زمین‌لرزه بسیاری از این زیرساختها آسیب دیده‌اند. این زمین لرزه در پی زمین‌لرزه 29 ژوئیه رخ داد که یک هفته پیش تر با قدرت زمین‌لرزه ۶٫۴ ریشتری به جزیره لومبوک در اندونزی، در عمق میدان کم وارد شد. 
رومرکز در ناحیه سمبلاون، شرق لومبوک قرار داشت. میزان خسارات، گسترده در این ناحیه گزارش شده‌است. 